# 宍道インターチェンジ
宍道インターチェンジ（しんじインターチェンジ）は、島根県松江市宍道町佐々布にある、山陰自動車道のインターチェンジ。

## 道路
- E9 山陰自動車道（28番）

## 歴史
- 2001年（平成13年）3月24日：松江玉造IC - 宍道IC間開通に伴い供用開始。
- 2003年（平成15年）3月16日：宍道IC - 宍道JCTが開通。
- 2006年（平成18年）9月21日：料金所を新設。
  - それまでは松江玉造料金所で精算を行う必要があった。また、ETCの時間帯割引が時間によって割引されないトラブルも料金所の設置により解消された。
- 2024年（令和6年）3月18日：料金所がETC専用になる[1]。

## 接続する道路

### 直接接続
- 島根県道57号宍道インター線

### 間接接続
- 国道9号
- 国道54号
- 島根県道335号出雲空港宍道線

## 料金所

### 入口
- ブース数：2
  - ETC専用：1
  - ETC/サポート：1

### 出口
- ブース数：2
  - ETC専用：1
  - ETC/サポート：1

## 周辺
- 宍道湖
- 出雲空港

## 隣
E9 山陰自動車道
(27) 松江玉造IC - 松江玉造TB - 宍道湖SA - (28) 宍道IC - (29) 宍道JCT